# The Boys on the Rock
The Boys on the Rock foi o romance de estreia de John Fox, descrevendo a primeira paixão amorosa e a saída do armário de um nadador homossexual de dezesseis anos chamado Billy Connors. A história é narrada na primeira pessoa e é notável para uma primeira obra por conseguir conjugar política com as dificuldades de amadurecimento de um adolescente gay.
Situado no Bronx e enquadrado na candidatura mal sucedida do Senador Democrata americano Eugene McCarthy à presidência em 1968, o romance "salienta os abusos verbais e físicos a que é sujeito Billy e ainda uma relação tempestuosa que teve a mesma sorte que a campanha de McCarthy" nas palavras do crítico do The Washington Post Wayne Hoffman, que o classifica como um "clássico".
A popularidade de The Boys on the Rock é comprovada pela grande quantidade de edições que teve desde a sua primeira publicação em 1984 pela editora St. Martin's Press de Nova Iorque.